# Патрік Волкердінґ
Патрік Волкердінґ (англ. Patrick Volkerding, також відомий як Mr. Slackware та The Man; народився 20 жовтня 1966) — засновник і головний розробник дистрибутиву Slackware Linux та компанії Slackware Linux, Inc. що випускає цей дистрибутив. Деякий час Кріс Люменс та інші брали участь у розробці Slackware, але через відсутність постійного доходу після продажу видавника дисків Walnut Creek CDROM компанії BSDi, яка врешті-решт була придбана Wind River Systems, ці люди пішли. Кілька останніх років Патрік Волкердінґ розробляє Slackware, у чому йому допомагає багато волонтерів та тестерів. Нові релізи дистрибутиву виходять один раз на рік.

## Біографія
1993 року Волкердінґ отримав диплом бакалавра у Minnesota State University Moorhead. Одружений з Андреа Волькердинґ, 22 листопада 2005 народилася донька — Браян Цецилія Волькердинґ. Патрік любить варити домашнє пиво та вживати його. Перші версії Slackware показували користувачу повідомлення із проханням надіслати пляшку місцевого пива на знак схвалення роботи автору дистрибутиву.
Є фанатом групи Grateful Dead, т. зв. Deadhead. Патрік був більш ніж на 75 їх концертах за станом на початок квітня 1994 року.

## Slack
Патрік є учасником релігійної групи Церква НедоМудреця, створеної як пародія на релігію, конспірологічну теорію та віру у прибульців. Центральною вірою церкви є прагнення до «Дармівщини» (Slack) — почуттю свободи, незалежності, а також до такого стану вправ, коли потрібного результата досягаєш, не роблячи нічого задля його досягнення. Послідовники церкви вважають, що кожна людина народилася з вже притаманними їй ознаками бездіяльності, але їх було викрадено завдяки змові нормальних людей, які в термінології суб-геніїв мають назву «рожеві». Таким чином, використання слова Slack у назві «Slackware» — вираз поваги до Дж. Р. «Боба» Добса, який є ключовою фігурою церкви.

## Книги
- Linux System Commands, ISBN 0-7645-4669-4

Published by IDG Books/M&T Books; Квітень 2000.
- Linux in a Box for Dummies. ISBN 0-7645-0714-1

Volkerding, Patrick; Reichard, Kevin.
Published By Hungry Minds; 19 квітня 2000
- LINUX® Configuration and Installation ISBN B00007FYEC 1998
- Linux in Plain English , Hungry Minds Inc.; 15 травня, 1997

## Ресурси тенет
- Персональний майданчик тенет